# Joey Hadorn
Pour les articles homonymes, voir Hadorn.
Joey Hadorn, né le 11 avril 1997 à Berne, est un orienteur et coureur de fond suisse spécialisé en course en montagne. Il a remporté deux médailles d'or du relais mixte aux championnats du monde de course d'orientation ainsi qu'aux Jeux mondiaux de 2022.

## Biographie
Joey Hadorn grandit à Fahrni et est initié au sport par ses parents. Il se spécialise dans la course d'orientation,.
Il se révèle sur la scène internationale lors des championnats du monde juniors de course d'orientation 2016 à Scuol. Il domine les épreuves et décroche trois médailles d'or sur les épreuves longues, sprint et relais. Seul Thomas Curiger le prive de l'or sur la moyenne distance.
En parallèle de sa carrière en course d'orientation, il pratique également la course de fond et s'illustre lors d'épreuves en montagne et sur route.
Il connaît une excellente fin de saison 2019 en Coupe du monde de course d'orientation. En octobre, il décroche sa première victoire en moyenne distance lors de la manche de Laufon. Lors de la finale à Foshan, il réalise une solide course lors de l'épreuve de moyenne distance pour terminer deuxième derrière le Suédois Gustav Bergman. Il remporte ensuite la victoire du relais mixte avec Simona Aebersold, Elena Roos, et Matthias Kyburz. Ses bons résultats lui permettent de clore sa saison à la deuxième place du classement général.
Le 27 septembre 2020, il prend part aux championnats suisses de course en montagne à Adelboden. Courant en tête aux côtés du favori local Jonathan Schmid, il fait la différence en fin de course pour remporter son premier titre national en athlétisme.
Il réalise un excellent début lors des championnats d'Europe de course d'orientation 2021 à Neuchâtel. Avec Simona Aebersold, Elena Roos et Matthias Kyburz, il remporte l'or dans l'épreuve du relais mixte. Deux jours plus tard, il se pare d'argent dans l'épreuve du KO sprint, battu par son compatriote Matthias Kyburz. Le 4 juillet, il effectue une excellente sur le relais mixte lors des championnats du monde de course d'orientation à Doksy. Ayant pris le relais de Simona Aebersold, il creuse l'écart sur l'équipe norvégienne, tout comme Martin Hubmann. Elena Roos cède cependant son rang et l'équipe suisse décroche la médaille de bronze, trois secondes derrière les Norvégiens. Le 18 juillet, il crée la surprise en s'adjugeant la troisième place de la DoloMyths Run en battant plusieurs des favoris de la Golden Trail World Series.
Lors des Jeux mondiaux de 2022 à Birmingham, il remporte la médaille d'or sur l'épreuve du relais mixte avec Simona Aebersold, Elena Roos, et Matthias Kyburz. En novembre, il prend part aux championnats du monde de course en montagne et trail à Chiang Mai. Sur l'épreuve de montée il réalise une solide course et termine au pied du podium, six secondes derrière l'Espagnol Álex García Carrillo. Avec Jonas Soldini 12e et Fabian Aebersold 18e, il remporte la médaille d'argent au classement par équipes.
En juillet 2023, il prend part aux championnats du monde de course d'orientation à Flims-Laax. Dans l'épreuve de moyenne distance, il voit son compatriote Matthias Kyburz le devancer de deux minutes pour le titre. Le lendemain, il parvient à faire la différence dans l'épreuve de relais avec Daniel Hubmann et Matthias Kyburz. Prenant son relais en quatrième position, il effectue rapidement sa boucle et s'empare de la tête. Il passe le témoin à Matthias Kyburz avec 1 min 43 s d'avance. Le trio remporte ainsi la médaille d'or, la première pour Joey Hadorn. Le 6 octobre, il s'élance sur l'épreuve de relais mixte lors des championnats d'Europe de course d'orientation à Soave. L'équipe composée de Simona Aebersold, Joey Hadorn, Matthias Kyburz et Elena Roos effectue une solide course mais doit s'incliner face à l'équipe suédoise et se pare d'argent.

## Palmarès en course d'orientation

### Championnats du monde de course d'orientation
- Médaille de bronze en 2021 en relais mixte
- Médaille d'or en 2023 en relais
- Médaille d'argent en 2023 en moyenne distance
- Médaille d'or en 2024 en relais mixte

### Championnats d'Europe de course d'orientation
- Médaille d'or en 2021 en relais mixte
- Médaille d'argent en 2021 en KO sprint
- Médaille d'argent en 2023 en relais mixte

### Jeux mondiaux
- Médaille d'or en 2022 en relais mixte

### Championnats du monde universitaires de course d'orientation
- Médaille d'or en 2018 en relais

### Championnats d'Europe universitaires de course d'orientation
- Médaille d'argent en 2023 en relais mixte
- Médaille d'argent en 2023 en sprint

## Palmarès en athlétisme

### Course en montagne
| no  | masculin           | Course                                               | Longueur | Départ            | Temps           |
| --- | ------------------ | ---------------------------------------------------- | -------- | ----------------- | --------------- |
| 1re | Médaille d'or      | Championnats suisses de course en montagne           | 12,6 km  | 27 septembre 2020 | 57 min 33 s     |
| 3e  | Médaille de bronze | DoloMyths Run                                        | 21 km    | 18 juillet 2021   | 1 h 52 min 27 s |
| 4e  | 4e                 | Championnats du monde de course en montagne - Montée | 8,5 km   | 4 novembre 2022   | 49 min 9 s      |
| 2e  | Médaille d'argent  | Kobe Trail                                           | 21,3 km  | 20 avril 2024     | 2 h 23 min 26 s |
| 3e  | Médaille de bronze | Jinshanling Great Wall Trail Race                    | 24,2 km  | 26 avril 2025     | 2 h 14 min 3 s  |

### Cross-country
| Année | Compétition                           | Lieu     | Place | Épreuve       | Temps       |
| ----- | ------------------------------------- | -------- | ----- | ------------- | ----------- |
| 2024  | Championnats suisses de cross-country | Moghegno | 1re   | Cross-country | 29 min 42 s |

## Records
| Épreuve       | Performance    | Date              | Lieu       |
| ------------- | -------------- | ----------------- | ---------- |
| 3 000 mètres  | 8 min 21 s 97  | 5 août 2020       | Langenthal |
| 5 000 mètres  | 14 min 24 s 38 | 11 septembre 2020 | Bâle       |
| 5 kilomètres  | 14 min 26 s    | 27 mars 2021      | Sierre     |
| 10 kilomètres | 29 min 50 s    | 23 mars 2019      | Uster      |
| Semi-marathon | 1 h 7 min 49 s | 16 septembre 2017 | Uster      |